# Senna burkartiana
Senna burkartiana är en ärtväxtart som först beskrevs av Martín Villa Carenzo, och fick sitt nu gällande namn av Howard Samuel Irwin och Rupert Charles Barneby. Senna burkartiana ingår i släktet sennor, och familjen ärtväxter. Inga underarter finns listade i Catalogue of Life.